# Березівка (притока Пруту)
Бере́зівка — річка в Україні, в південно-східній частині Коломийського району Івано-Франківської області. Права притока Пруту (басейн Дунаю).

## Опис і розташування
Довжина 15 км, площа басейну 31,4 км². Похил річки 6,7 м/км. Річка гірська, взимку замерзає. Багата різними видами дрібних риб.
Бере початок серед північних схилів Покутсько-Буковинських Карпат, на південь від села Кропивище. Тече на північний схід (місцями на північ). Впадає до Пруту на північ від села Ганнів.
На Березівці розташовані села: Кропивище, Пилипи і Залуччя.

## Притоки
- Ясиновець (ліва)